# Polák, Maďar, dva bratři, v šavli i ve sklenici

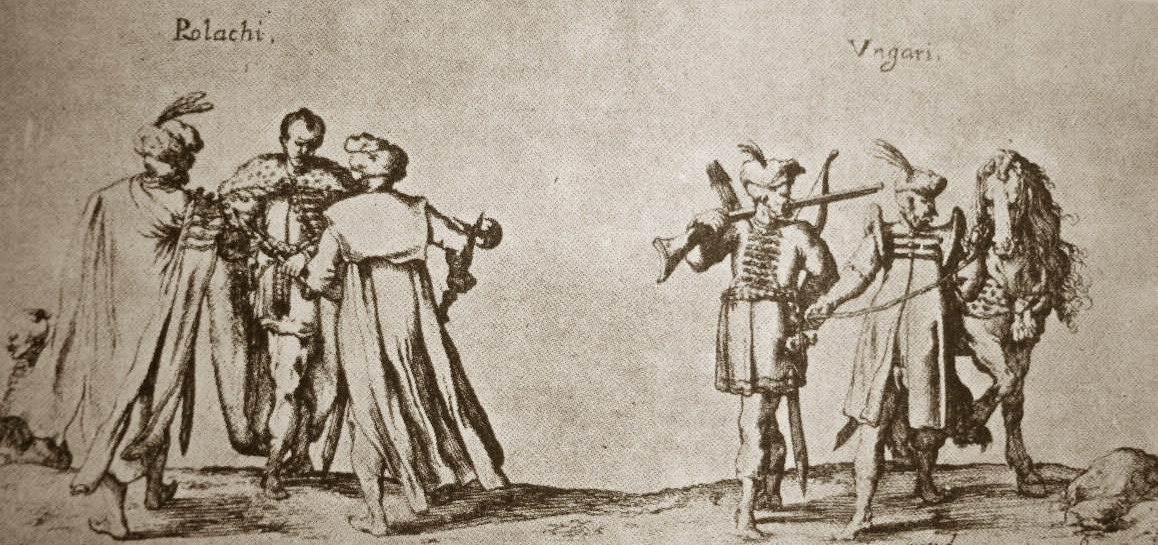
Poláci a Maďaři na obraze ze 17. století

Polák, Maďar, dva bratři, v šavli i ve sklenici (polsky Polak, Węgier, dwa bratanki, i do szabli, i do szklanki – [polak, wengier, dva bratanki, i do šabli, i do šklanki], doslovně „Polák, Maďar, dva bratři, v šavli i ve sklenici“; maďarsky Lengyel, magyar – két jó barát, együtt harcol, s issza borát – doslova „Polák, Maďar – dva dobří přátelé, bojují a pijí své víno společně“) jsou začáteční slova polského i maďarského veršovaného přísloví. Přísloví existuje již od středověku a vyjadřuje historické přátelství obou národů, které se datuje od 14. století a pokračuje až do dnešní doby. Delší verze tohoto přísloví zní: „Polak, Węgier, dwa bratanki / I do szabli, i do szklanki / Oba zuchy, oba żwawi / Niech im Pan Bóg błogosławi.“ („Lengyel-magyar két jó barát / Együtt harcol s issza borát / Vitéz s bátor mindkettője / Áldás szálljon mindkettőre.“). V maďarštině existuje hned několik verzí tohoto přísloví:
- „Lengyel, magyar – két jó barát, együtt harcol, s issza borát.“
- „Lengyel, magyar – két jó barát, együtt issza búját, borát.“
- „Magyar, lengyel – két jó barát, együtt issza sörét, borát.“
- „Lengyel, magyar – két jó barát, együtt emel kardot, kupát.“
- „Lengyel, magyar – két jó barát, együtt isszák egymás borát.“
- „Két jó fivér a magyar, lengyel, együtt iszik s harcol, ha kell.“
- „Kezükben a pohár és kard: lengyel, magyar egyet akart.“
- „Magyar, lengyel, két jó haver, együtt küzd és együtt vedel.“
- „Magyar, lengyel, két jó haver, együtt harcol, együtt vedel.“
- „Magyar-Lengyel, két jó barát, együtt ölnek minden zsiványt!“
- „Lengyel-Magyar, két jó barát, barát az ivásban, barát a bajvívásban.“

Není známo, že by jakékoliv jiné dva národy měly tak všeobecně známé a rozšířené přísloví o historickém přátelství.
Polsko například na znamení solidarity s Maďarskem odmítlo ratifikovat Trianonskou smlouvu. V březnu 2007 rozhodly parlamenty obou zemí o vyhlášení 23. března v obou zemích jako dne maďarsko-polského přátelství.

## Genetický výzkum
Dle nedávno[kdy?] publikovaného výzkumu , možná toto přátelství má genetické důvody. U polského a maďarského národa se vyskytuje nejčastěji v Evropě genom mutace R1a1 chromozomu Y. Vyskytuje se až u 56-60% lidí v těchto skupinách. Přítomnost mutace naznačuje, že oba národy pochází od jednoho společného předka, který žil asi před 10 000 lety.